# (5951) Alicemonet
(5951) Alicemonet es un asteroide que forma parte del cinturón de asteroides y fue descubierto el 7 de octubre de 1986 por Edward L. G. Bowell desde la Estación Anderson Mesa, en Flagstaff, Estados Unidos.

## Designación y nombre
Alicemonet fue designado inicialmente como 1986 TZ1.
Más tarde, en 1996, se nombró en honor de la astrónoma estadounidense Alice K. Monet.

## Características orbitales
Alicemonet está situado a una distancia media de 2,197 ua del Sol, pudiendo alejarse hasta 2,677 ua y acercarse hasta 1,716 ua. Su inclinación orbital es 5,371 grados y la excentricidad 0,2188. Emplea en completar una órbita alrededor del Sol 1189 días. El movimiento de Alicemonet sobre el fondo estelar es de 0,3027 grados por día.

## Características físicas
La magnitud absoluta de Alicemonet es 13,2 y el periodo de rotación de 3,887 horas.